# Архітектурні пам'ятки Бучача
Архітектурні пам'ятки Бучача

## Відомості про місто
Перша письмова згадка про Бучач — 1260 р. Ймовірно, тоді було побудовано дерев'яний замок. Наявні сьогодні пам'ятки збудовані, в основному, у XVII та XVIII ст. Загальному плануванню міста (через рельєф) характерні вузькі, звивисті, подекуди досить стрімкі вулиці, невеликі майдани із статуями святих (частина статуй не збереглися). Цікавим у розміщенні архітектурних пам'яток є те, що архітектурно збережені житлові будинки, включаючи ратушу, розташовані у центрі міста, а решту пам'яток — на південних та східних околицях міста.
Бучач — напевне, — єдине місто в Галичині з рельєфом, який вимагав мурувати велику кількість підпірних стін для усунення можливості сповзання як будівель, вулиць, так і ґрунту. В основному ця робота була зроблена за часів Австро-Угорщини (австрійці — майстри такої роботи через схожий рельєф).
Значний внесок у оздоблення міста зробили: жителі Бучача та околиць, Микола Василь Потоцький як власник міста і меценат, архітектори: Бернард Меретин, Ян Ґотфрід Гофман, Мартин Урбанік скульптори — Іван Георгій Пінзель, Михайло Філевич. Їх скульптурне оздоблення до сьогодні збереглося в церкві Святої Покрови та Успенському костелі (вівтар). В побудову бучацьких пам'яток того часу також доклали зусиль архітектори та Йоган Ші(ю)льцер, невідомі нам майстри, підмайстри та учні, що працювали під керівництвом Пінзеля на т. зв. «фабриках Потоцького».
Зараз у Бучачі налічується 8 пам'яток архітектури загальноукраїнського значення: ратуша, замок, Василіянський монастир, Здвиженська церква, Святопокровська церква, церква св. Миколая, римо-католицький костел Успіння Матері Божої, руїни церкви в урочищі Монастирок поблизу міста.

## Пам'ятки

### Бучацька ратуша
Майдан Волі

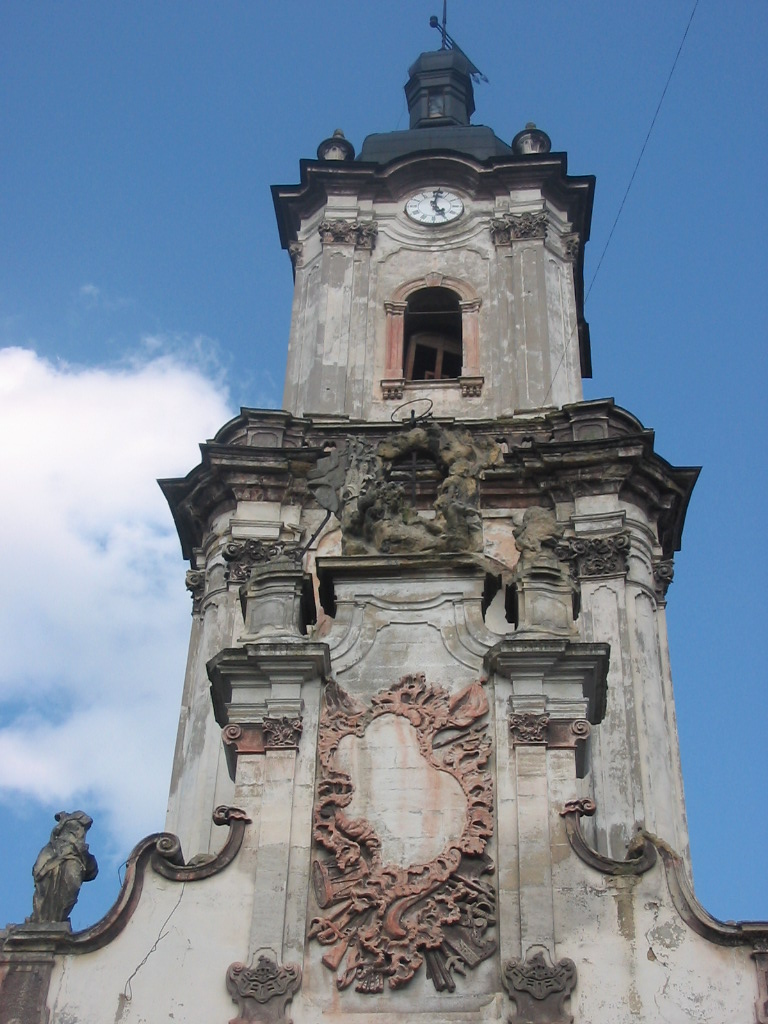
Вежа Бучацької ратуші

Розташована в нижній частині міста посеред невеликого майдану, гармоніює з ландшафтом, вирізняється чітким окресленням об'ємів і досконалістю пропорцій. Споруда має яскраво виражену вертикально-центральну композицію вежового типу. На 2-поверховий кубічний об'єм спирається 2-ярусна вежа з великими вікнами. Пластику стін підкреслюють пілястри, крок і кількість яких неоднакові: на головному фасаді — 6, на задньому — 5, на бічних — по 4; вони закінчуються капітелями корінфського ордеру і значно урізноманітнюють площину фасадів. Архітектурні форми позначені вишуканою, плинною пізньобароковою пластикою. Троє дверей нині — нижче рівня площі перед музеєм.
До 1847 року на верхньому ярусі вежі був годинник, який відновили 2002-го. В XIX ст. на І-у поверсі розміщувалися повітове староство та рада. Після 1920 року будівлю віддали під житло та крамниці. Тут діяли музична школа (1940-50-ті роки), історико-краєзнавчий музей і дитяча художня школа (1982–1992). У 1988–1989 роках ратушу реставрували, тоді ж добудували дерев'яну вежу-купол, покриту мідним листом.

### Замок
Вулиця Замкова

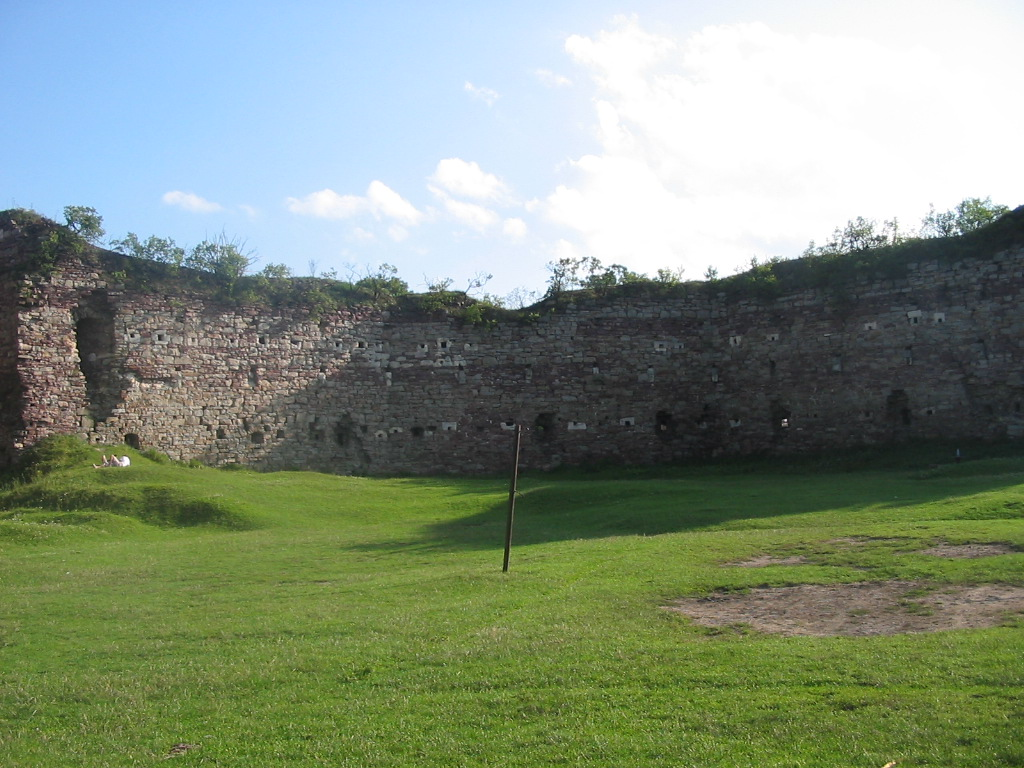
Руїни бучацького замку

Оборонний форпост формою схожий на рівнобедренний трикутник, із заокругденими кутами та випуклою основою. Стіни (до 3,5 м завтовшки) мають 3 яруси обходів з бійницями для вогнепальної зброї. Найміцніша півкругла стіна з двома вежами по боках виходить в бік міста, на вулицю Замкову. Найстаріша, північна частина фортеці, що лежить на трикутному мисі над Стрипою, зведена з червоного та світлого пісковику з вапном. Дослідники вважають, що ця стіна збереглася ще з останньої чверті XIV ст., на що вказують товсті і колись досить високі оборонні мури. На території фортеці також був палац в стилі Ренесансу, можливо, збудований на місці давнішої житлової споруди, залишки стін якої з'єднані з збереженими двома ярусами східної вежі замку. До палацу вела в'їзна брама на першому поверсі та підйомний міст, перекинутий через рів. Палац прикрашали галереї з аркадами. Посеред двору був фонтан. На сьогодні з часів 14-15 ст. в замку залишилися знайдені в розкопках готичні фрагменти архітектури, можливо, церковної. Решта збережених стін і башт датують XVI ст.

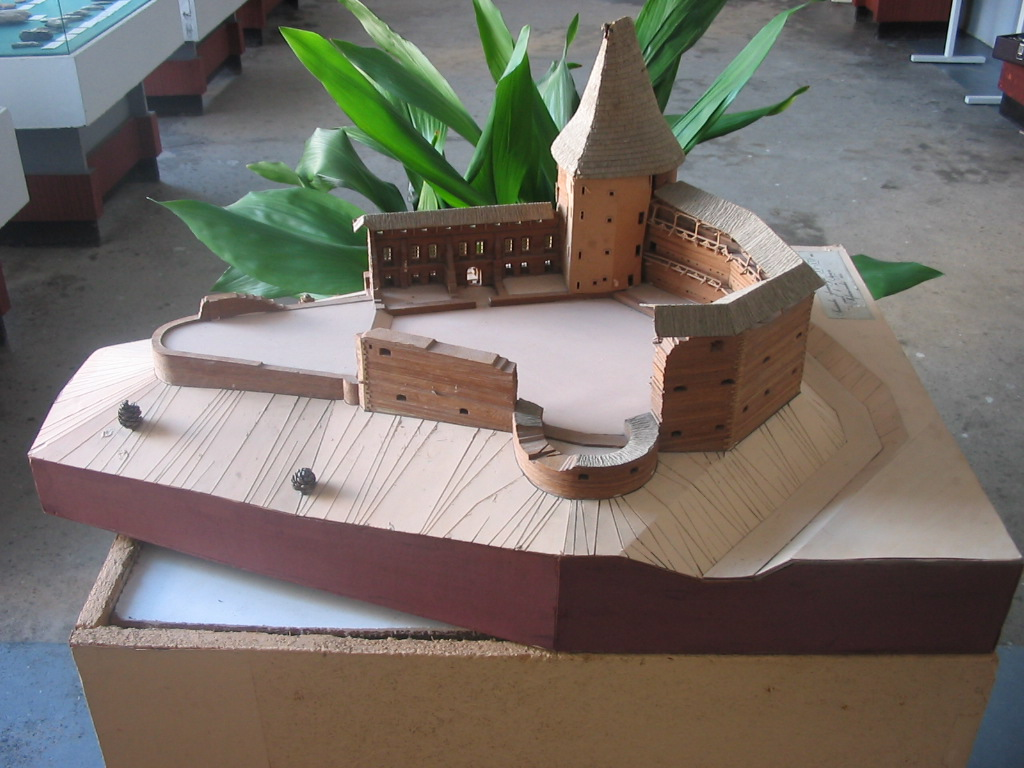
макет замку в бучацькому музеї

Замок багато разів руйнувався, але завжди потім відбудовувався. Особливо часто проходив процес руйнації та відбудови в XVII ст.
1676 р. фортецю зруйнували турки, але за кошти Яна Потоцького — воєводи брацлавського — було частково відбудувано (або його сина Стефана у 80-х рр.). Опис 1684 р. Далейрака свідчить про повну чи майже повну відбудову.
Писемні джерела середини XVIII ст. згадують укріплення в Бучачі як вже покинуті та занедбані. Фортеця в Бучачі за Австро-Угорщини занепала. В XIX ст. частково розібрано оборонні мури, а каміння продане як будівельний матеріал.
Сьогодні рештки замку потребують відновлення.

### Василіянський монастир

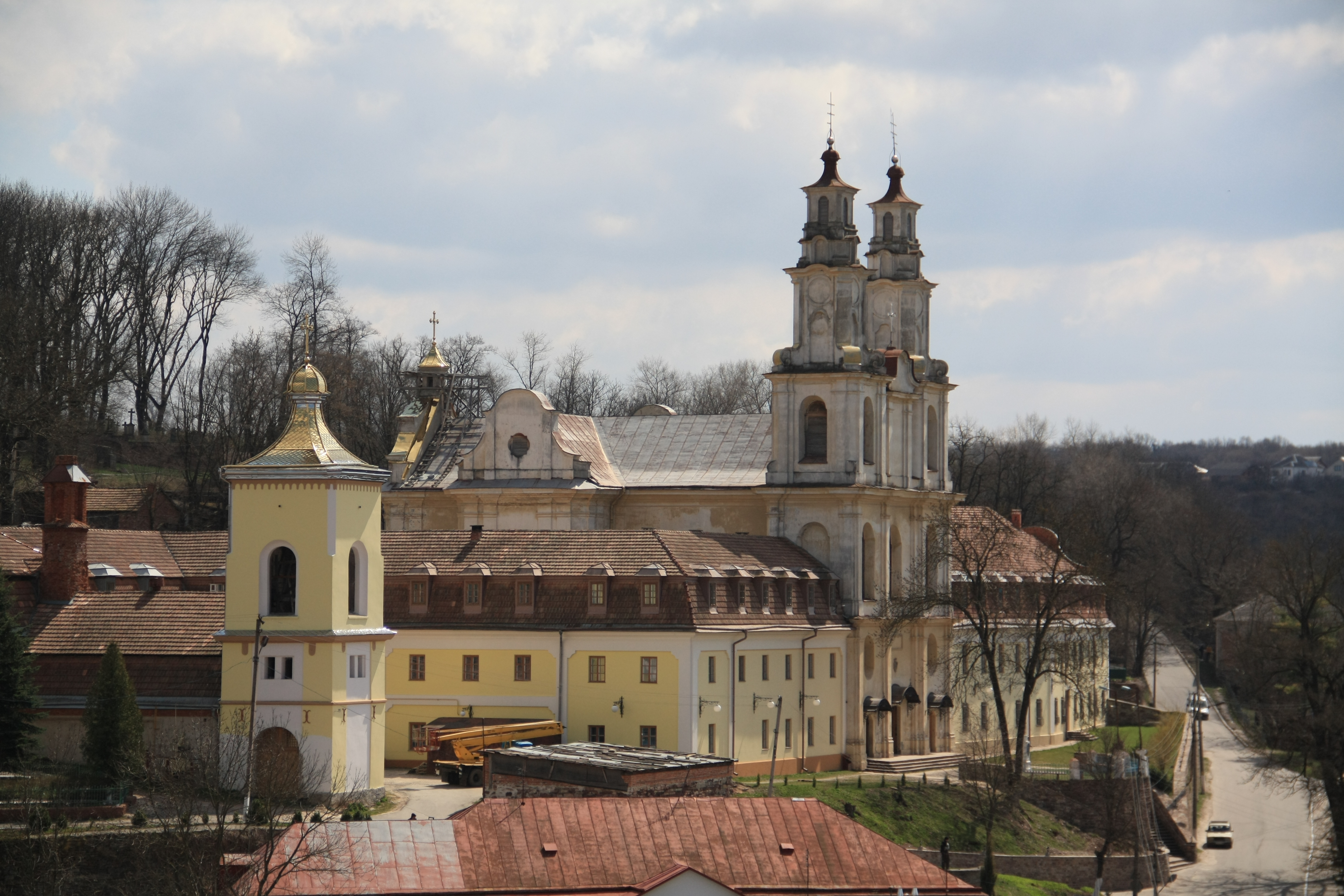

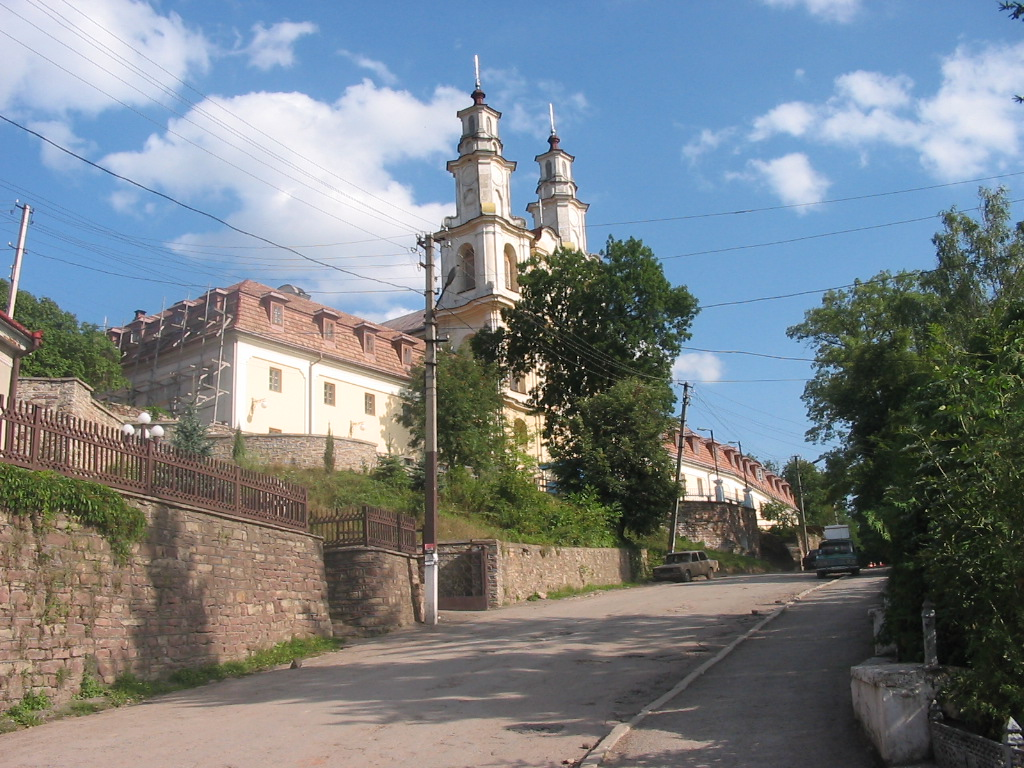
Монастир Василіан

Вулиця Міцкевича 19
Окраса Бучача — Василіянський монастир — споруда на вул. Міцкевича. Має містобудівне значення завдяки видовженому головному фасаду і двом вежам костелу, що є вертикальною домінантою стародавнього міста.

Побудований на місці старого домініканського[джерело?] костелу у третій чверті XVIII століття. Проект — архітектора Яна Ґотфріда Гофмана. Саме він створив ще один проект для Миколи Василя Потоцького — проект перебудови Почаївського монастиря, нині лаври.
На початку XVIII ст. дідич Стефан Потоцький отримав від львівського латинського архієпископа Яна Скарбека дозвіл на запрошення з Литви у Бучач отців Василіян для заснування теологічної школи. 12 травня 1751 р. Микола Василь Потоцький — син Стефана Потоцького — воєводи белзького — закладає перший (наріжний) камінь для побудови споруди. На сучасній вул. Міцкевича, що піднімається до вершини Федорової гори, розташований комплекс споруд Василіянського монастиря — Хрестовоздвиженська церква, споруджена в 1753–1770 рр. під наглядом капітана Станіславської фортеці, архітектора А. (Й). Ши(ю)льцера (охоронний номер 652/1), північний та південний корпус монастирських келій (652/2 та 652/3) та дзвіницю (652/4). Теологічна школа (з 1911 року — Місійний інститут імені святого Йосафата) діяла до 1944 року.
Комплекс монастиря, Г-подібний в плані, мав — келії для ченців, стайню, кухню, костел. Корпуса келій старіші за сучасний костел, датовані XVII століттям. Келії двоповерхові, цегляні, потиньковані. Фасади пласкі, спрощені за декором, прикрашені лопатками і вікнами. Корпус ліворуч від костелу — найдавніший, закінчується вежею зі шпилем.
Церква — в стилі віленського бароко, хрещата за поземним планом. Західний фасад з двома вежами у п'ять ярусів, прикрашений розкрепованими пілястрами і карнизами. В інтер'єрі пілястри з золоченими капітелями, стінописи темперними фарбами на релігійні сюжети XVIII ст. Шість дерев'яних скульптур — твори скульптора зі Львова — М. Філевича.
Від заснування і до сьогоднішніх днів Василіанський монастир належить греко-католикам.

### Здвиженська церква

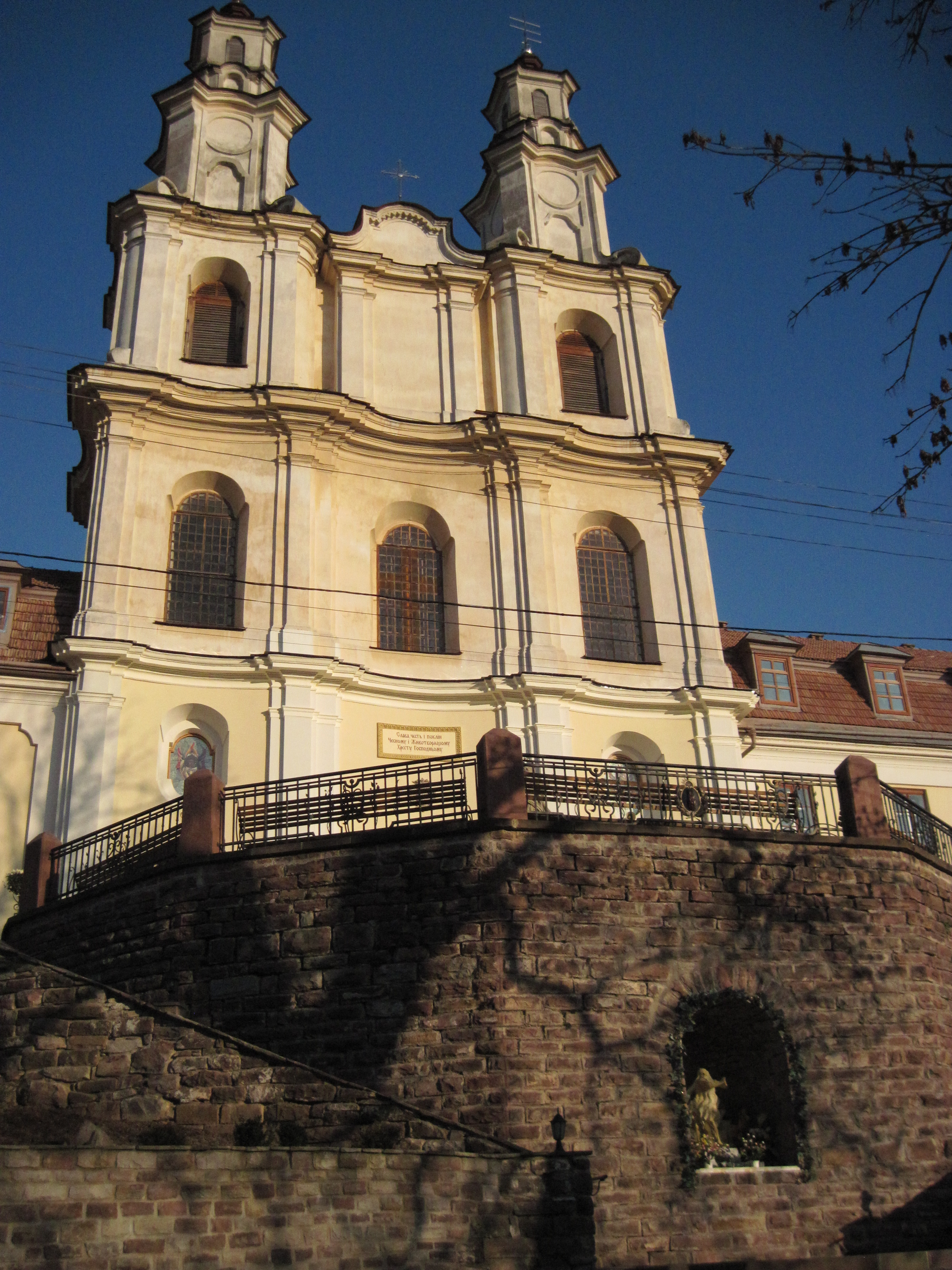
Фасад храму, осінь 2013

Церква Воздвиження Чесного Хреста будувалась у 1750–1770-тих роках за проектом архітектора Яна Готфріда Гофмана. В церкві первинний розпис (фрески) виконав живописець-василіянин Головацький Яків (чернече ім'я — Ісихій). Початково одна з веж призначалась для встановлення в ній дзвону, інша — годинника. Всередині є гарний розпис стін та цінні іконостаси. Один із найважливіших храмів Бучача.

### Церква Святої Покрови

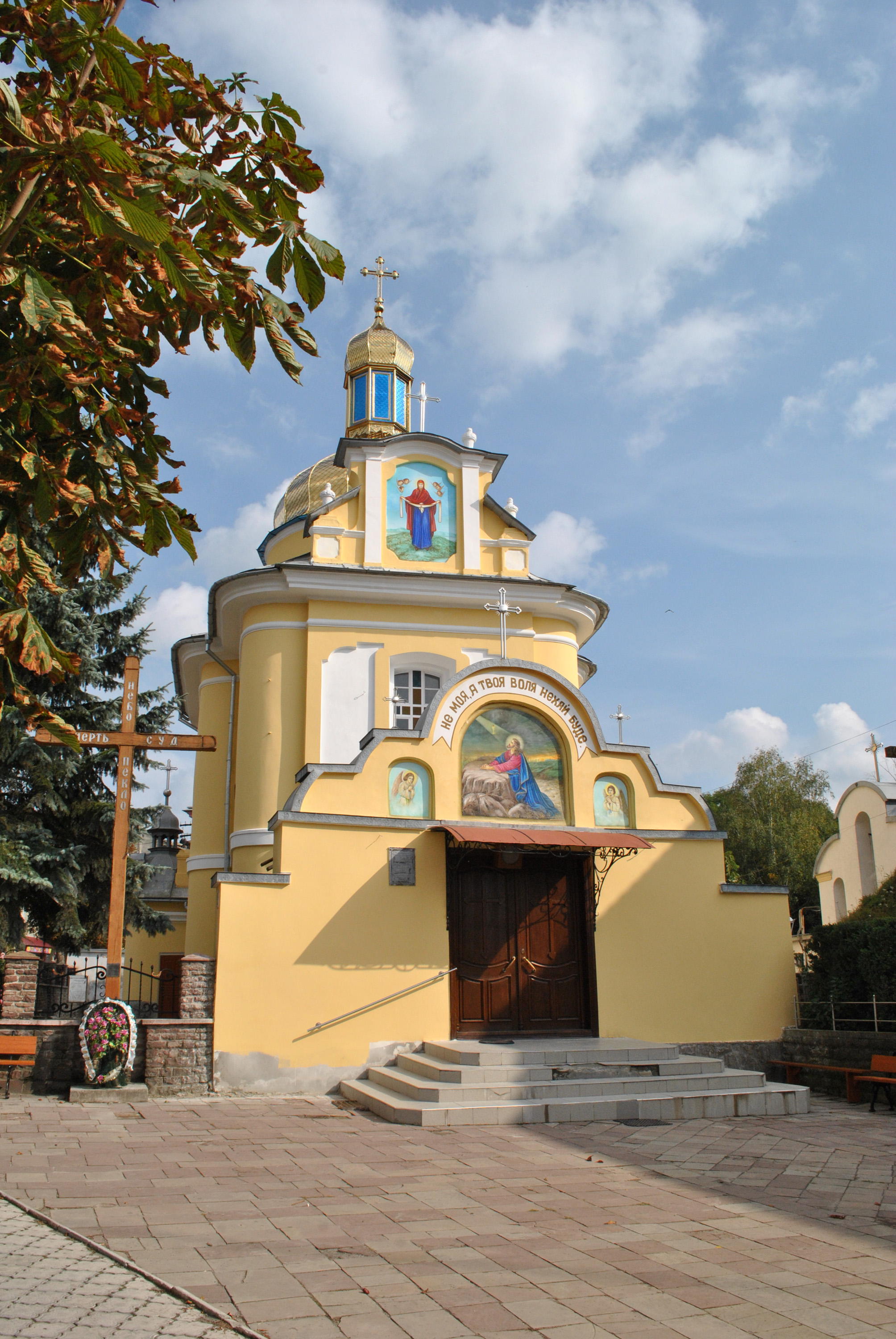

Повна назва храму — святої Покрови опіки Матері Божої. Зведена 1764 p. архітектором А. (Й.) Ши(ю)льцером, або 1755 р. архітектором Бернардом Меретином. Побудовано її біля місця, де стояла старенька дерев'яна церква. Власник міста Микола Василь Потоцький наказав її розібрати, вибудувати нову — кам'яну. Вона оточена кам'яним муром та обсаджена липами. Стиль архітектури церкви нагадує пізнє бароко. За головним вівтарем знаходиться великий образ св. Покрови в срібних ризах та позолоті. Вважається, що цей образ привіз Микола Василь Потоцький з Молдавії. 29 липня 1865 р. велика пожежа, майже все місто згоріло, у тому числі й церква св. Покрови, її було швидко відновлено. II-а світова війна пошкодила купол церкви, після ремонту йому надали іншої форми. Церква діяла до 1956 р., пізніше тут зробили склад РайСТ. 1990 р. початок відбудови пам'ятки. Під час розкопування дзвонів із підвалів було викопано рештки 148 осіб, (в тому числі багато дитячих) зі слідами насильства; загиблі  — жертви НКВД.

### Церква святого Миколая

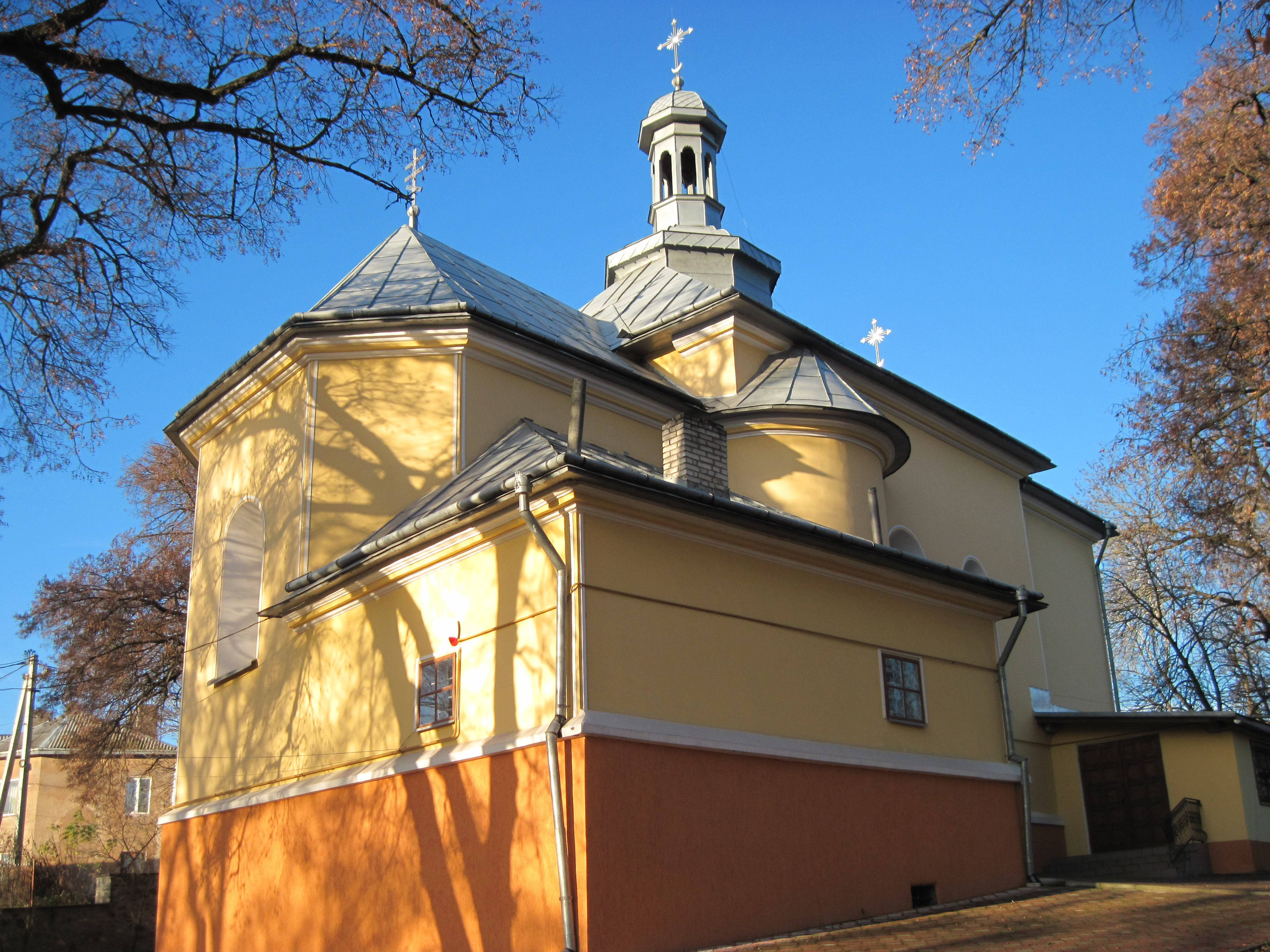

Церква св. Миколая розташована над потічком, який відділяв старий Бучач від нового (в актах названа міською). Сучасна церква почала будуватись на початку XVII ст. і освячена 1610 року. Фундаторами храму стали Марія Амалія з Могил з чоловіком — власником міста Стефаном Потоцьким, що підтверджує зображення їхнього шлюбного герба (Потоцьких-Могилів) над дверима церкви. Церква св. Миколая була першим православним кам'яним храмом у місті, відомо, що на цьому місці ще раніше була дерев'яна церква.
Споруда невеликих розмірів, у плані — прямокутник із прибудовою спереду та вежею у центрі. У часи оборони Бучача від турків і татар вікна церкви служили бійницями. Церкву оточує масивний кам'яний мур. У 1780 та 1855 роках були великі повені, які завалювали мур, але його відновили. 1862 р. під час реконструкції церкви було додано дерев'яний бабинець.
Основною цінністю церкви є унікальний іконостас, дорого оздоблений різьбленням і позолотою, характерним для стилю бароко. До найбільших скарбів храму відносять ікону «Богородиця» XVI ст., що на східній стіні вівтаря. Її привезла до Бучача Марія Могилянка. Стіни храми розписані зображеннями святих. Незвичайним є зображення ангелів на сходах у вівтарній абсидії. Близько 400-ти років церква св. Миколая — осередок духовності для населення міста.
Храм використовували для богослужінь спочатку і в даний час православні, деякий час — вірні УГКЦ (наприклад, теперішній дзвін встановлений в 1920-х рр., коли в церкві служив парох Бучача о. Денис Нестайко).

#### Іконостас

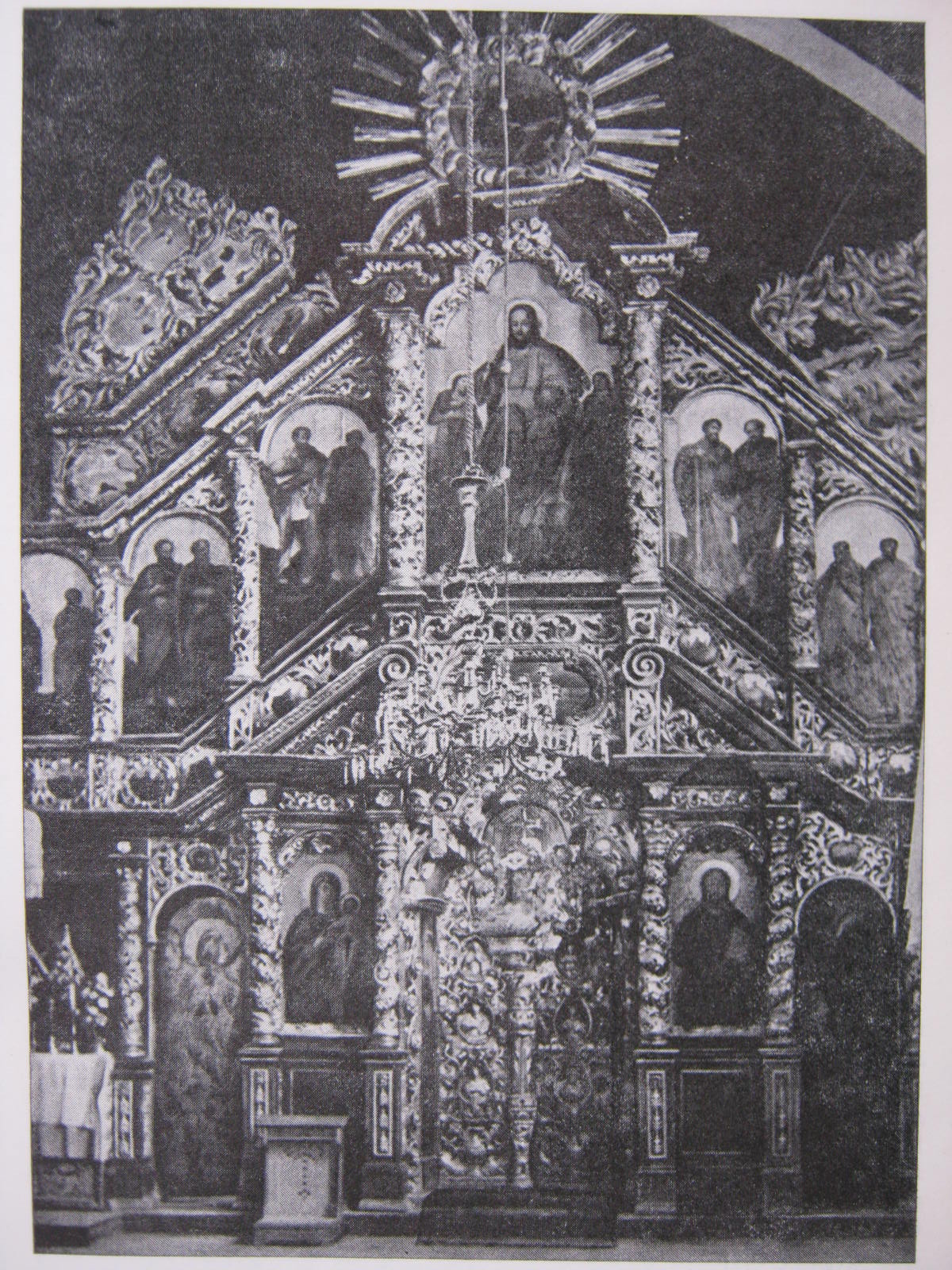
Іконостас Церкви Святого Миколая до зникнення певних елементів

Іконостас Миколаївської церкви Бучача  — визначна пам'ятка українського образотворчого мистецтва першої половини XVIII століття. Фахівці вважають, що його створили майстри жовківської школи різьби по дереву та малярства (м. Жовква, нині Львівської області). Встановлено в церкві 1743 р.
Виконаний у стилі бароко. Головне у ньому — архітектонічні конструкції та декоративні різьблення. Динаміка архітектурних мас виділена значним збільшенням висоти центральної частини іконостасу, що надає йому пірамідальної композиції; напружена пластичність декоративного обрамлення передана суцільним різьбленням, у якому домінують виноградна лоза та зубчасті листки аканта. Живописні картини іконостасу стилістично пов'язані з його декором.

#### Відвідали
- митрополит Михайло (Левицький) (1833 р.)
- митрополит Григорій (Яхимович) (1851 р.)
- митрополит Йосиф (Сембратович) (1878 р.)[13]

### Церква св. Архистратига Михаїла

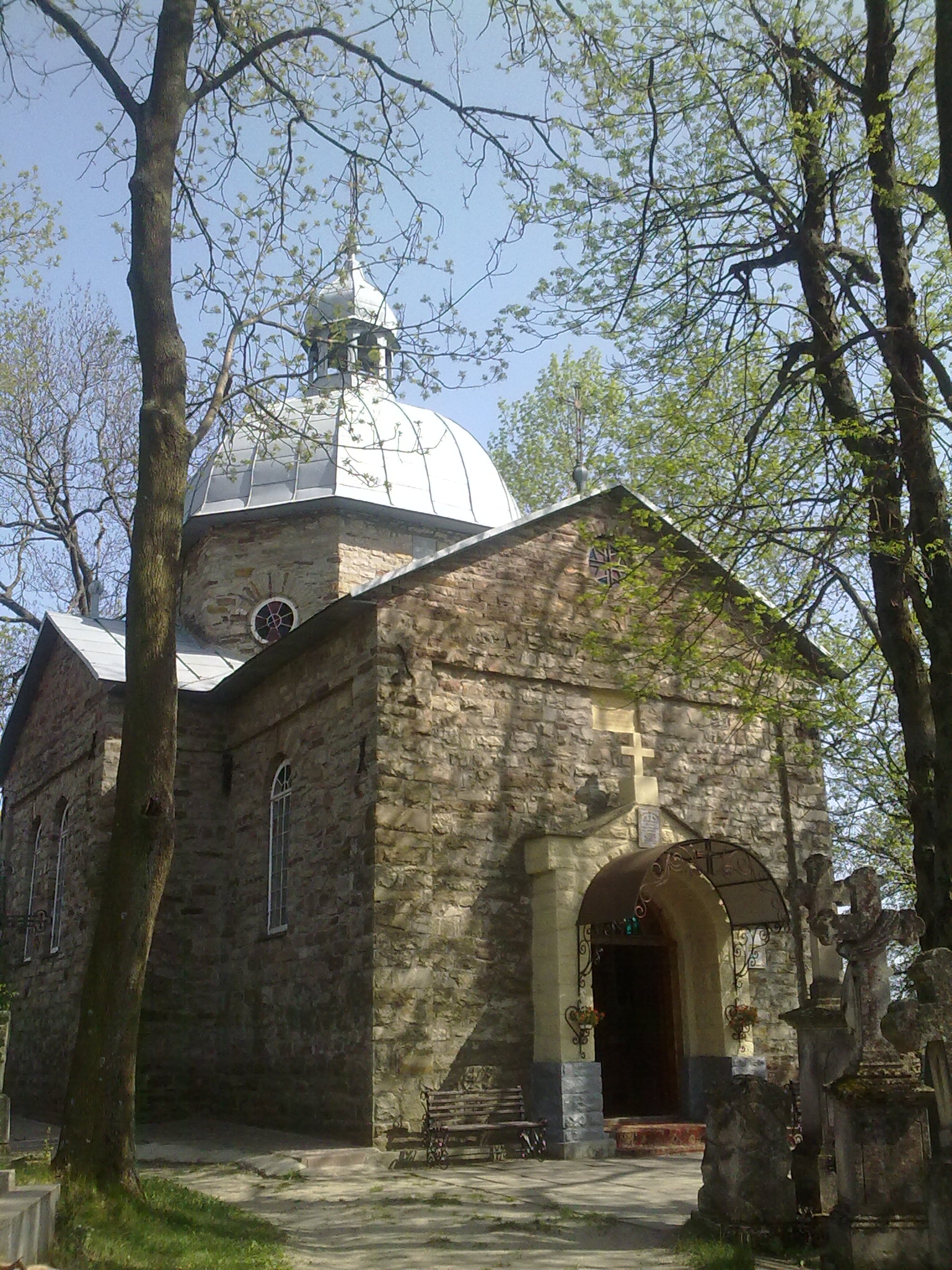
Церква святого Архистратига Михаїла, Бучач-Нагірянка, УАПЦ

Церква святого Архистратига Михаїла- одна із багатьох чарівних архітектурних і релігійних пам'яток у місті Бучачі. (зараз користуються прихильники УАПЦ) на місці дерев'яного, який згорів перед цим. Дерев'яний храм існував в 1664 р., був парафіяльним. В 1784 р., після смерти о. Івана Борисикевича, був прилучений до парафії церкви Св. Покрови. На захід від храму був сад, город, мешкальний будинок для священика.
Споруда — кам'яна, невелика за розміром, тепер повністю оточена Нагірянським цвинтарем. Коло храму поховані священники (зокрема, о. Денис Нестайко, о. Ярослав Богатюк), парафіяни (зокрема, у родинному гробівці, Тадей Назарук — батько Осипа Назарука).

Багато років храм тішить своїх парафіян особливою святістю та атмосферою, що дихає відлунням давніх поколінь.

В храмі (по лівій стороні) знаходиться пам'ятна таблиця з прізвищами, іменами людей, які віддали життя, беручи участь у визвольних змаганнях 1918—1920 років в складі УГА та Армії УНР (зокрема, Юліян Нестайко — син о. Дениса Нестайка).

### Костел Внебовзяття Пресвятої Діви Марії

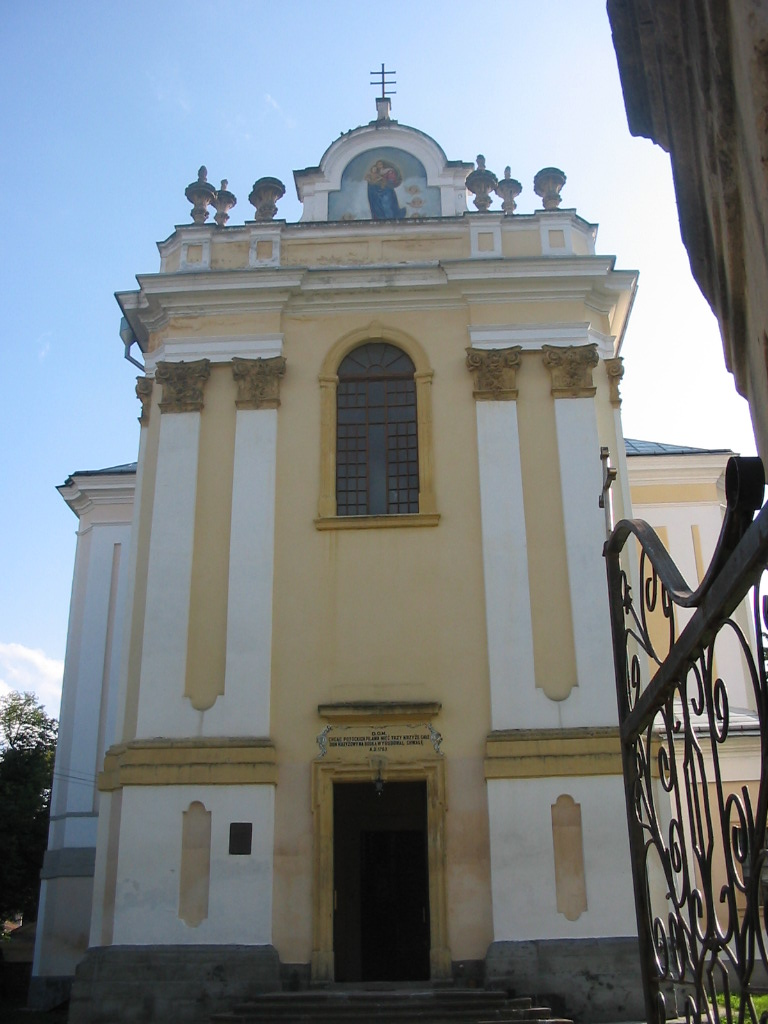
Фасад костелу Успіння Богородиці

Бучацький костел Внебовзяття Пресвятої Діви Марії — один із найбільш туристичних архітектурних об'єктів заходу України (діючий, парафіяльний Бучацької парафії).
- Перший фарний кам'яний костел було побудовано біля 1379 року зі створенням римо-католицької парафії[15], фундатором був власник поселення Міхал Авданець. У старому фарному[16] костелі були поховані (за тодішніми традиціями) представники Бучацьких гербу Абданк (зокрема, Давид — фундатор побудови бічного вівтаря[17]), Творовських-Бучацьких (зокрема, Ян Творовський (Бучацький), була мідна позолочена таблиця з епітафією; Ян «Збожний» (була надгробна таблиця з епітафією, встановлена братом Єжи Войцехом)[18]), Потоцьких — до побудови домініканського костелу в Золотому Потоці (зокрема, Бернард, Анджей[19](Єнджей)[20]), була пам'ятна таблиця з епітафією Миколая Потоцького; встановлення пам'ятних таблиць з епітафіями або поховання представників роду Потоцьких в костелі Бучача викликає інтерес в дослідників історії міста, адже в ті часи в криптах храмів ховались представники родини фундаторів храму, представники споріднених шлюбними зв'язками родів, що підтверджене самими представниками цієї гілки Потоцьких в костелі Золотого Потоку. Велика ймовірність, що він був ґотичним.
- Костел вирішили замінити на кам'яний на початку XVIII ст., розбирати почали восени 1760 р. за вказівкою Миколи Василя Потоцького[21] після дозволу львівського архієпископа Вацлава Героніма Сераковського. За сприяння М. В. Потоцького (21 березня 1761 видав фундаційну грамоту (лист)[22]) Храм Успіння було перебудовано у 1761–1763 роках за планом Мартина Урбаніка[1] (також припускають, що це може бути і його компаньйон Бернард Меретин). Посвячення (консекрацію) костелу 14 серпня 1763 року провів під час канонічної візитації[23] львівський латинський архієпископ Вацлав Геронім з Богуславиць Сераковський.[24]

Тіла осіб, похованих в старому фарному костелі Бучача, були перепоховані в криптах новозбудованого храму. Зараз з правої сторони можна бачити надгробок Марії з Лаських Собєщаньської — старостини хрептовської (пом. 7 квітня 1768 р., похована 13 квітня). Саркофаги з тілами похований в криптах сучасного костелу, відсутні (ймовірно, були перепоховані під час перебудови всіх міст Галичини після входження до складу Священної Римської імперії).
У записах метричних, книг хрещень, поховань бучацьких костелів можна довідатись. що неодноразово хресними батьками були дідичі міста (зокрема, Стефан Александер Потоцький, його син Микола Василь), гості (генерал-ад'ютант короля Швеції Карла ХІІ Андерс (Єнджей) Тиллденкрон, староста львівський Йоахім Потоцький та інші).
У костелах Бучача працювали ксьондзи: Станіслав Рикала, Стефан Броньовський, Томаш Пашковський, Павел Розмисловський, Станіслав Мрочек, Єжи Якуб Стронкєвич, о. Александр Юзеф Млодкєвич, Антоній Віліньський, Томаш Венгєрський, Францішек Пйотровський, канонік, дідич міста Павел Потоцький, Міхал Домбровський, Мацей Анджейовський, Станіслав Громніцький, о. Людвик Рутина. Зараз настоятелем храму є о. Даріюш Пєхнік.
Костел цегляний, потинькований, головний фасад прикрашений подвоєними пілястрами. В центральному полі — портал, над ним напівциркульне вікно. Фасад завершує бароковий начілок з аттикою і вазами. Тимпан фронтону прикрашено копією Сікстинської Мадонни (автор оригіналу — Рафаель Санті, зберігається в м. Дрезден.)
Костел — хрещатий в плані, склепіння хрещаті і напівциркульні. Окраса храму — архітектурний вівтар, один з найкращих на теренах сучасної України. Поліхромний, з переважанням зелених кольорів і білими статуями святих.
На раніших зображеннях можна бачити дзвіницю (не збережено, розібрана біля 1958 р., знаходилась на місці невеликого майданчика біля доріжки до замку, вище гроту на подвір'ї собору, з тильної сторони).

## Втрачені споруди
Багато архітектурних пам'яток втратилось впродовж історії Бучача.

### Церква і монастир Святої Трійці
Церква та монастир Св. Трійці (спочатку — православний, василіянський; відбудований, заселений монахами коштом Марії Могилянки близько 1612 р.). З 1652 р. — (воля дідича міста — Яна Потоцького) костел Преображення Господнього та монастир домініканів. Закритий 30 листопада 1789 р. рішенням уряду Австрії — тоді частини Священної Римської імперії. Костел купив дідич Медведівців п. Станіслав Пєньчиковський, за його наказом був розібраний у 1808 р., матеріал був використаний для побудови церкви та садиби в селі.
Згідно з урядовою люстрацією (ревізією) від 15 березня 1809 р., монастир складався з будівлі (кляштору), городу (2 морґи), великого подвір'я (було обнесене частково дерев'яними штахетами, частково кам'яними стовпами; в одному кінці була стайня на 6 коней і возівня); оцінена вартість — 17161 крон 45 крейцарів; купив бучацький поштмайстер Ґеорґ Федерер, після кількох перепродажів за 1300 злотих купив бучацький декан УГКЦ о. Михаїл Курилович — в приміщенні кляштору було організовано навчання дівчат («бурса»).

### Церква Різдва Пречистої Богоматері
Церква Різдва Пречистої Богоматері знаходилась на нагірянському передмісті. М. В. Потоцький видав 2 грамоти, якими забезпечував утримання храму та його священників (зокрема, у березні 1757 р., 20 січня 1764 р.). Не існувала у 1880-х рр.

### Інші споруди
- Стара церква Св. Покрови. Зі старої церкви походить ікона «Богоматір Одигітрія» з 17 століття, котра тепер зберігається в фондах Національного художнього музею України[33]
- Дзвіниці Успенського костелу (є фотографії)
- Домініканський костел Св. Хреста («костелик», розібраний в середині XVIII століття для побудови монастиря Василіян)
- Стара синагога (спалена татарами 1685 року)
- Нова головна синагога (спалена нацистами 1941 року)

### Пам'ятники
- Скульптура Матері Божої (Бучач)
- Святий Ян Непомук (Бучач)

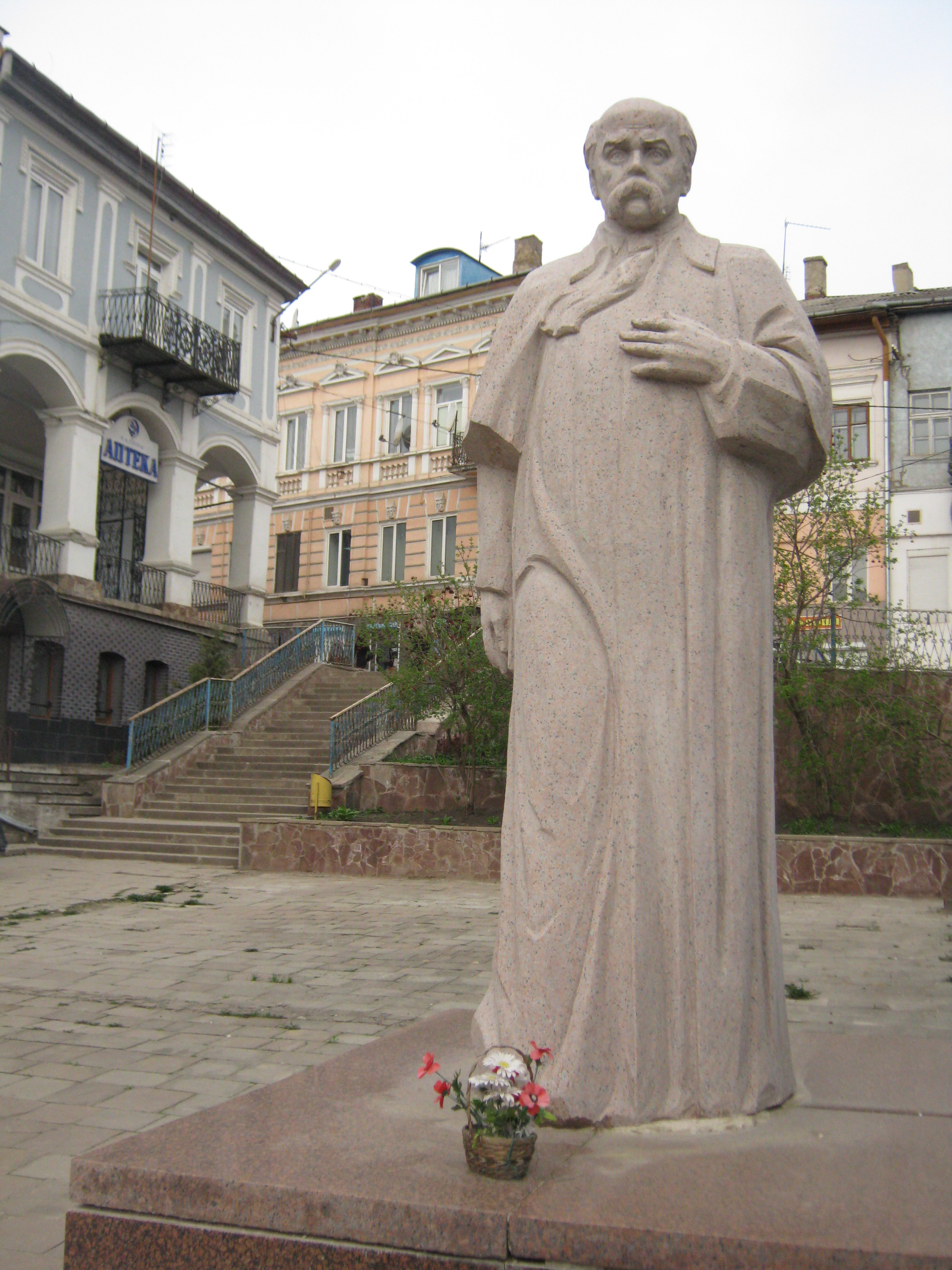
Пам'ятник Шевченку

- Пам'ятник Іоану Георгію Пінзелю (Бучач)
- Пам'ятник Тарасу Шевченку
- Погруддя Тараса Шевченка